# 酒泉市人民政府
酒泉市人民政府（简称酒泉市政府），是中华人民共和国甘肃省酒泉市的行政管理机关。现任市长是唐培宏。

## 历史沿革
1949年10月l日，成立酒泉分区行政督察专员公署，取代酒泉军事管制委员会。1951年4月，酒泉分区行政督察专员公署改称酒泉区专员公署，隶属甘肃省人民政府。1955年2月，酒泉区专员公署改为酒泉专员公署，隶属甘肃省人民委员会。1955年10月，酒泉、武威专区合并为张掖专区。原洒泉专员公署各县由张掖专员公署管辖。1962年1月，再次成立酒泉专员公署。
1966年文化大革命开始后，政府机构陷入瘫痪。1968年3月18日，造反派成立酒泉专区革命委员会。1969年10月，因酒泉专区改为酒泉地区，而改称酒泉地区革命委员会。
1978年12月4日，撤销酒泉地区革命委员会，成立酒泉地区行政公署，为甘肃省人民政府的派出机构。
2002年6月，撤销酒泉地区和县级酒泉市，设立地级酒泉市和县级肃州区。2002年11月26日至12月1日，酒泉市第一届人民代表大会第一次会议召开，选举产生酒泉市人民政府市长、副市长。

## 机构设置
根据《酒泉市机构改革方案》，酒泉市人民政府设置下列机构：
政府工作部门
- 酒泉市人民政府办公室
- 酒泉市发展和改革委员会（酒泉市粮食和物资储备局）
- 酒泉市教育局
- 酒泉市科学技术局（酒泉市外国专家局）
- 酒泉市工业和信息化局
- 酒泉市民族宗教事务委员会
- 酒泉市公安局（酒泉市边防办公室）
- 酒泉市民政局
- 酒泉市司法局
- 酒泉市财政局
- 酒泉市人力资源和社会保障局
- 酒泉市自然资源局（酒泉市不动产登记管理局）
- 酒泉市生态环境局（酒泉市核安全局）
- 酒泉市住房和城乡建设局（酒泉市城市管理执法局）
- 酒泉市交通运输局
- 酒泉市水务局
- 酒泉市农业农村局
- 酒泉市商务局
- 酒泉市文体广电和旅游局
- 酒泉市卫生健康委员会（酒泉市中医药管理局）
- 酒泉市退役军人事务局
- 酒泉市应急管理局
- 酒泉市审计局
- 酒泉市人民政府外事办公室（酒泉市口岸办公室）
- 酒泉市政府国有资产监督管理委员会
- 酒泉市林业和草原局（酒泉市绿化委员会办公室）
- 酒泉市市场监督管理局（酒泉市食品安全委员会办公室、酒泉市知识产权局）
- 酒泉市统计局
- 酒泉市人民防空办公室
- 酒泉市扶贫开发办公室
- 酒泉市人民政府金融工作办公室
- 酒泉市机关事务管理局
- 酒泉市医疗保障局
- 酒泉市能源局
- 酒泉市文物局

政府直属事业单位
- 酒泉市人民政府研究室
- 酒泉地方史志办公室
- 酒泉市地震局
- 酒泉市供销合作联社
- 酒泉市党河流域水资源管理局
- 酒泉市公共资源交易中心
- 酒泉市新城区开发建设管理委员会
- 酒泉市住房公积金管理中心
- 酒泉广播电视台

政府派出机构
- 酒泉经济技术开发区管理委员会

## 历任领导
历任市长、代市长
| 姓名   | 任期                       | 备注                                     | 参考  |
| ------ | -------------------------- | ---------------------------------------- | ----- |
| 李沛文 | 2002年11月－2005年4月      |                                          |       |
| 陈春明 | 2005年7月－2010年3月       | 代理市长（2005年4月－2005年7月）         | [ 3 ] |
| 康军   | 2010年3月－2013年4月       |                                          | [ 4 ] |
| 都伟   | 2013年6月－2018年1月       | 代理市长（2013年4月－2013年6月）         | [ 5 ] |
| 张安疆 | 2018年1月－2019年12月      |                                          | [ 6 ] |
| 王立奇 | 2020年1月7日－2021年8月2日 | 代理市长（2019年12月－2020年1月6日）     | [ 7 ] |
| 唐培宏 | 2021年12月16日－           | 代理市长（2021年8月2日－2021年12月16日） | [ 8 ] |

历任副市长、常务副市长